# Ignace Brice
Pour les articles homonymes, voir Brice.
Ignace Brice est un peintre et graveur belge né à Bruxelles le 2 avril 1795 et mort à Saint-Josse-ten-Noode le 10 août 1866.

## Biographie
Ignace Brice appartenait à une famille française originaire de la ville de Saint-Venant, située non loin de Béthune, que son grand-père, le peintre Pierre-François Brice (1714-1794) avait quittée pour devenir peintre et décorateur à la cour bruxelloise de Charles-Alexandre de Lorraine. Son père, Antoine Brice (1752-1817), était aussi un peintre et graveur de talent, professeur à l’Académie royale des beaux-arts de Bruxelles.
Il épousa à Bruxelles, le 25 août 1825, Hortense Van Dievoet, née à Bruxelles le 16 brumaire an XIII (7 novembre 1804), morte à Saint-Josse-ten-Noode le 3 avril 1854 et inhumée au cimetière de Laeken dans le caveau Brice-van Dievoet (section P.6), fille de Jean-Baptiste Van Dievoet (1775-1862), licencié en droit civil et droit canon de l'ancienne université de Louvain (Juris utriusque Licenciatus), puis receveur des contributions directes, droits d'entrée et sortie et accises de la commune de Kerkrade (Limbourg hollandais), et de Catherine-Jeanne Cuerens (1781-1823), fille de Pierre Cuerens, avocat au Conseil souverain de Brabant, avocat aviseur des échevins de Vilvorde en 1792, et de dame Jeanne Marie d'Elderen, née à Liège, de la noble famille d'Elderen illustrée par Jean-Louis d'Elderen, prince-évêque de Liège de 1688 à 1694.
Ignace Brice et Hortense van Dievoet eurent une fille, Catherine Jeanne Eugénie Brice, née à Bruxelles le 27 avril 1827 et morte à Saint-Josse-ten-Noode, 1, avenue Galilée, le 23 mars 1909. Elle épousa à Saint-Josse-ten-Noode le 14 octobre 1848 Adrien-Joseph-Eugène Oorlof, né à Bruxelles le 14 novembre 1820 et mort le 27 novembre 1895, fils de Pierre Oorlof, avoué à la Cour supérieure de Justice de Bruxelles, et de Dame Marie-Antoinette-Pétronille Thielens. Ils moururent sans descendance.
Hortense Van Dievoet (1804-1854) était l'arrière-petite-nièce du sculpteur bruxellois Pierre Van Dievoet et de Philippe Van Dievoet, dit Vandive, orfèvre du roi Louis XIV.
Ignace Brice est enterré au cimetière de Laeken.

## Carrière
Ignace Brice est d’abord élève de son père et de l’Académie de Bruxelles. Il reçoit une forte influence de Jacques-Louis David, exilé à Bruxelles. Il devient professeur de dessin à l’Académie où il succède à son père. Il expose à Bruxelles en 1815, 1824, 1827, 1830 et 1833. Il expose également à Gand, Anvers et Amsterdam. Il figure parmi les fondateurs de la Société des beaux-arts de Bruxelles.
Peintre de genre, il est également portraitiste et un dessinateur. Son style est sobre, classique et dépouillé.

## Œuvres

### Peintures et dessins
- 1813 : La Peste des Israëlites, dessin au crayon noir, Bruxelles, Archives de la Ville de Bruxelles[6].
- 1815 : Portrait d'une demoiselle dans un fonds de paysage[7].
- 1818 : La Sainte Famille entourée d'anges, huile sur toile, Bruxelles, Centre public d'aide sociale[8].
- 1819 : Portrait en buste de Julien Joseph Flanneau (1795-1885), époux de Marie Joseph Brice, dessin au crayon noir, localisation inconnue.
- vers 1819 : Portrait en buste de Julien Joseph Flanneau (1795-1885), époux de Marie Joseph Brice, huile sur toile, localisation inconnue.
- 1824 : Portrait d'un écrivain à sa table de travail, huile sur toile, 85 × 70 cm, vente publique Vanderkindere à Uccle le 9 décembre 2008, lot 47, localisation inconnue.
- 1826 : Portrait de Jean-Louis Van Dievoet (1777-1854), oncle de son épouse, secrétaire du Parquet de la Cour de cassation, 61 × 70 cm[9], localisation inconnue.
- vers 1826 : Portrait d'une religieuse tenant un livre de prière, huile sur toile, 81 × 63 cm, vente publique Jordaens le 7 février 2018, localisation inconnue.
- 1827 : La Cuisinière et le marchand de volailles, Salon de Bruxelles de 1827, Amsterdam, Rijksmuseum[10].
- 1827 : Portrait d'Alphonse, huile sur toile, 58 × 50 cm, vente publique Horta à Bruxelles le 16 mai 2011, lot 25, localisation inconnue.
- 1828 : Portrait d'un marchand de fruits connu à Bruxelles, localisation inconnue.
- 1831 : Jeunes Savoyards se recommandant à la pitié publique, exposition à Douai[11], localisation inconnue.
- 1833 : En plein-air (peintre dans un chemin creux devant son chevalet), huile sur toile, 85 × 113 cm[12], localisation inconnue.
- 1839 : Portrait de Louis-Xavier Gomand (1803-1875), entrepreneur de travaux publics, localisation inconnue.
- 1839 : Portrait de Jeanne-Catherine De Keuster (1806-1855), épouse de Louis-Xavier Gomand[13], localisation inconnue.
- 1840 : Portrait d'Hortense Poelaert (1815-1900), épouse d'Eugène van Dievoet (1804-1858), huile sur toile, 71 × 85 cm, localisation inconnue.
- 1840 : Portrait de sa fille Jeanne Catherine Eugénie Brice, épouse d'Adrien Joseph Eugène Oorlof[14], localisation inconnue.
- 1842 : La Jeune dame avec sa fille dans un jardin, Salon national de 1842[14], localisation inconnue.
- 1838 : Portrait de Henri Joseph Meeûs (1763-1849)[15], maître brasseur, époux de Marie Magdeleine van der Borcht (1771-1837), localisation inconnue.
- 1849 : Portrait d'homme, 59 × 69 cm, vente publique Galerie Thémis à Bruxelles des 9 et 10 juin 1971[14], localisation inconnue.
- 1849 : Portrait d'homme, 56 × 69 cm, vente publique Galerie Thémis à Bruxelles des 9 et 10 juin 1971[14], localisation inconnue.
- 1856 : Portrait de son beau-père Jean-Baptiste van Dievoet (1775-1862), huile sur toile, localisation inconnue.
- Le Prestidigitateur, huile sur toile, 120 × 108 cm, donation au musées royaux des beaux-arts de Belgique en 2022.
- Portrait d'Adrien Joseph Eugène Oorlof[16], beau-fils du peintre, directeur au ministère des Finances, chevalier de l'ordre de Léopold, né à Bruxelles le 14 novembre 1820 et mort à Saint-Josse-ten-Noode le27 novembre 1895, fils de Pierre Oorlof, avoué près la Cour supérieure de Justice de Bruxelles et de Marie Antoinette Thielens[17], épousa à Saint-Josse-ten-Noode le 14 octobre 1848 Jeanne-Catherine-Eugénie Brice, née à Bruxelles le 27 avril 1827 et morte à Saint-Josse-ten-Noode le 23 mars 1909, localisation inconnue.
- Portrait de dame au chapeau à plume, 115 × 92 cm, localisation inconnue.
- Portrait de Napoléon Bonaparte, huile sur toile, 65 × 53 cm, vente publique Vanderkindere à Uccle le 12 mai 2015, lot 41, localisation inconnue.
- Jeunes mendiants[18] avec des chiens et une guenon entre des instruments de musique, huile sur toile, 59 x 46 cm, vente publique Leo Spik à Berlin le 28 septembre 2006, lot 30, localisation inconnue[19].

### Œuvre gravé
- Portrait de Thérèse Langhendries, supérieure de l’hôpital Saint-Jean de Bruxelles, lithographie[20].
- Guillaume II, prince héréditaire des Pays-Bas, d'après une peinture de Charles Verhulst, dessiné par Brice et gravé par Benoist[21].

Œuvres d'Ignace Brice
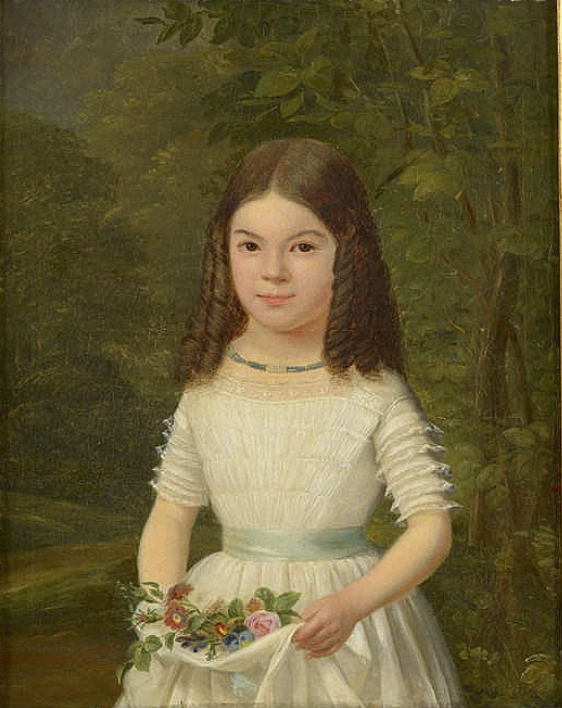
Portrait d'une fillette à la gerbe de fleurs[22]. Probable Portrait d'une demoiselle dans un fonds de paysage (1815)[7], localisation inconnue.
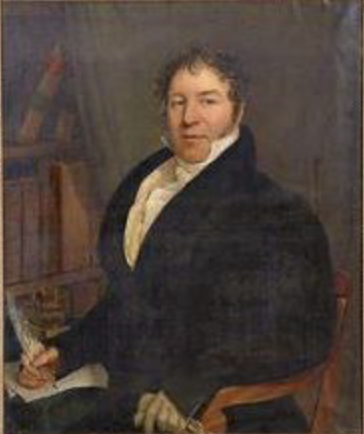
Portrait d'un écrivain à sa table de travail (1824), huile sur toile, 85 × 70 cm[23], localisation inconnue.
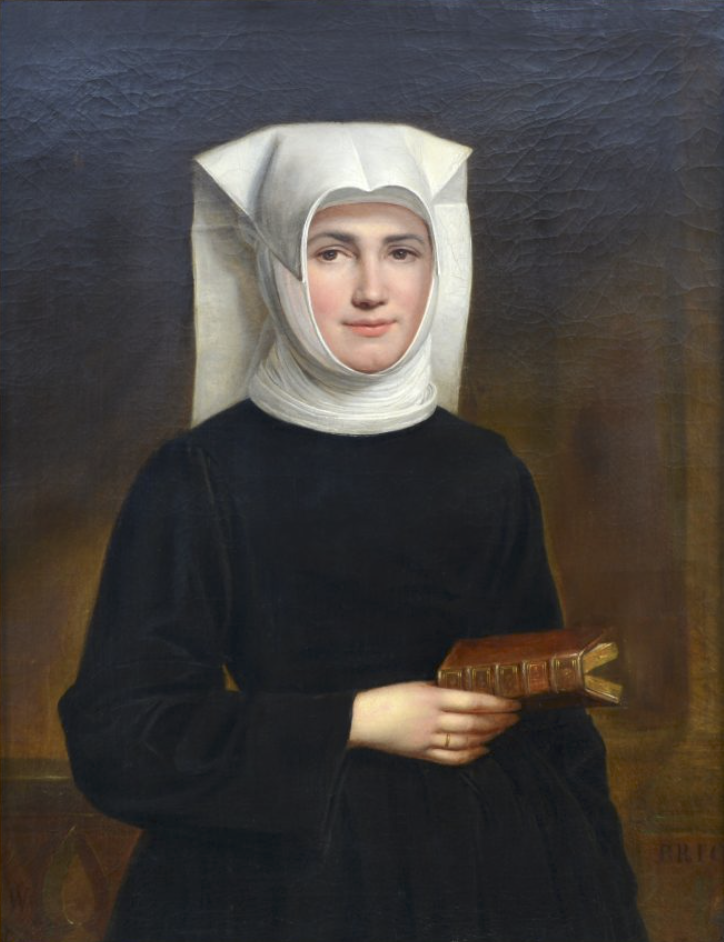
Jeune religieuse (vers 1826), huile sur toile, 81 × 63 cm[24], localisation inconnue.
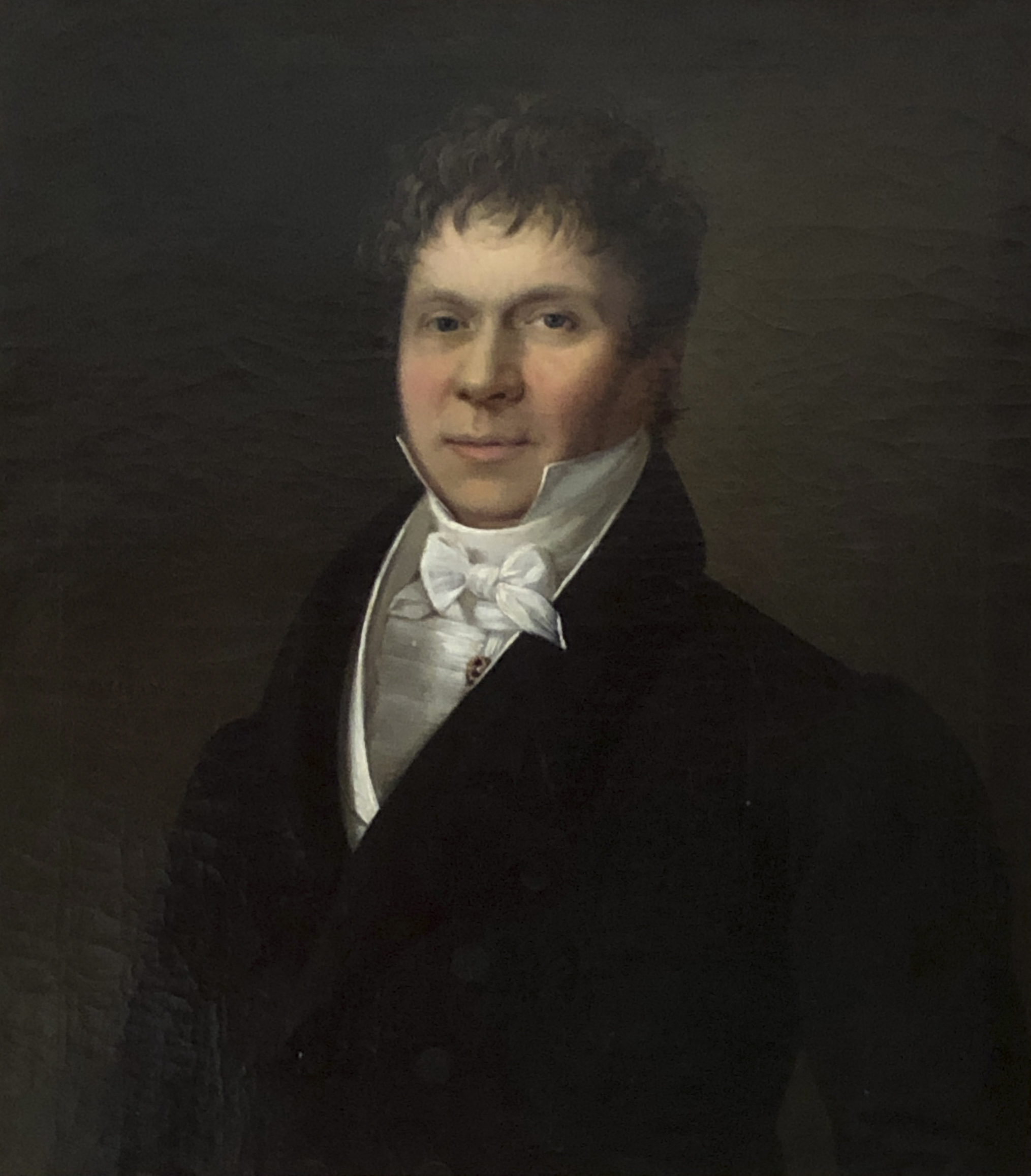
Portrait de Jean-Louis van Dievoet (1777-1854), secrétaire du Parquet de la Cour de Cassation, oncle de Hortense van Dievoet épouse d'Ignace Brice (1826), huile sur toile 61 × 70 cm, localisation inconnue.
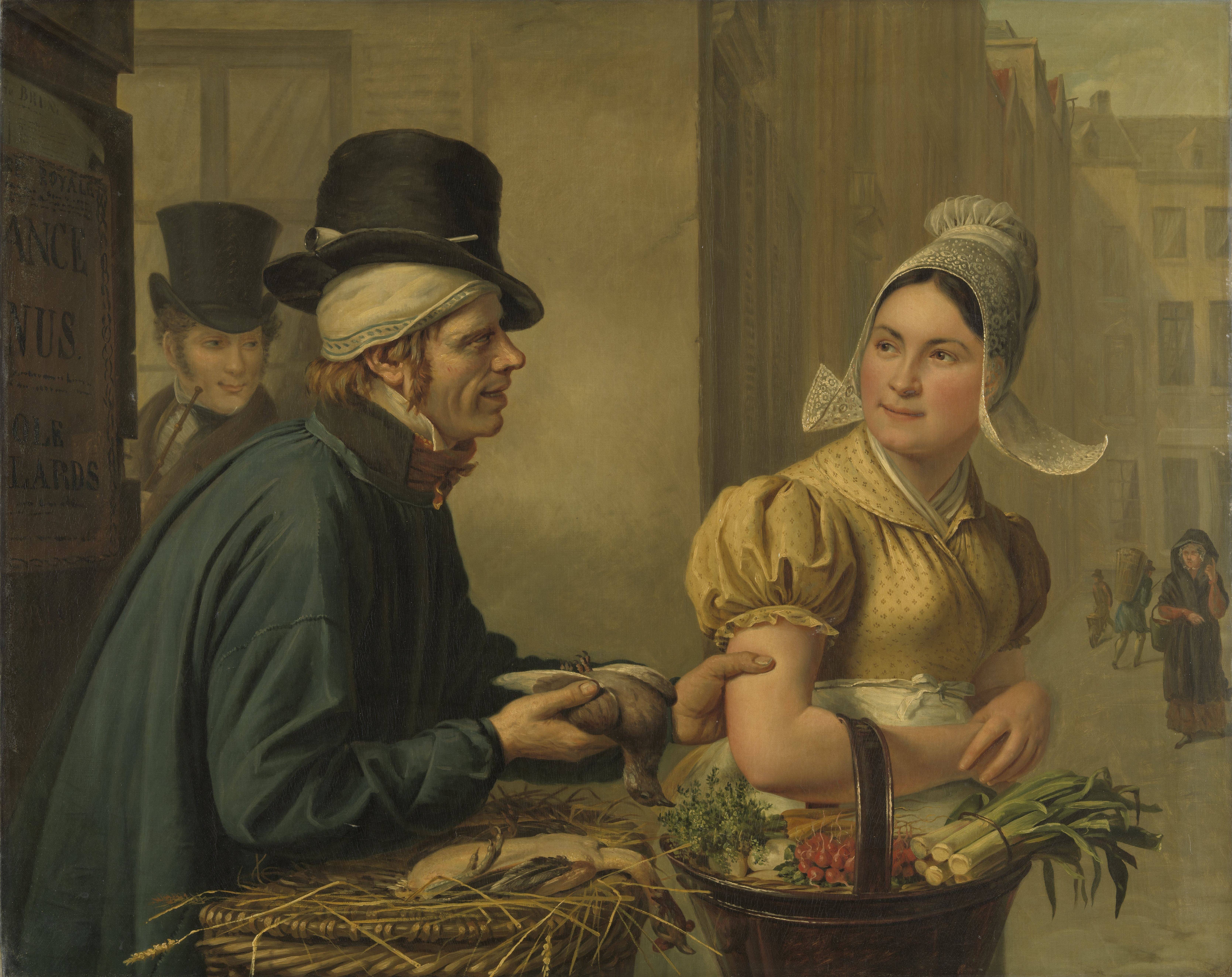
La Cuisinière et le marchand de volailles (1827), Amsterdam, Rijksmuseum.
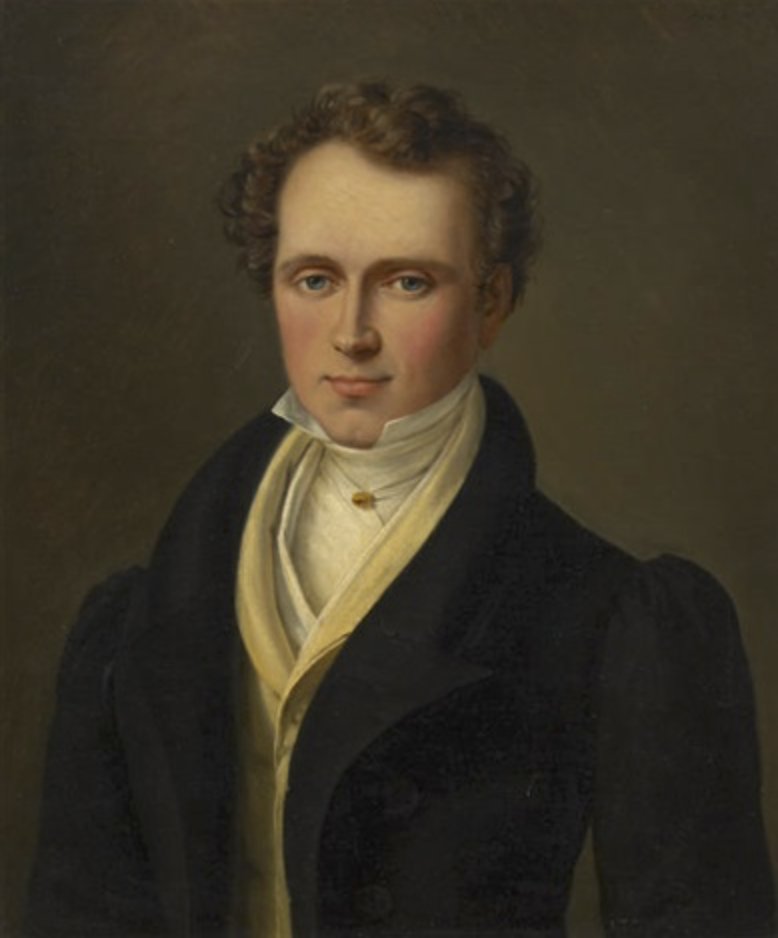
Portrait d'Alphonse (1827), huile sur toile, 58 × 50 cm[25], localisation inconnue.
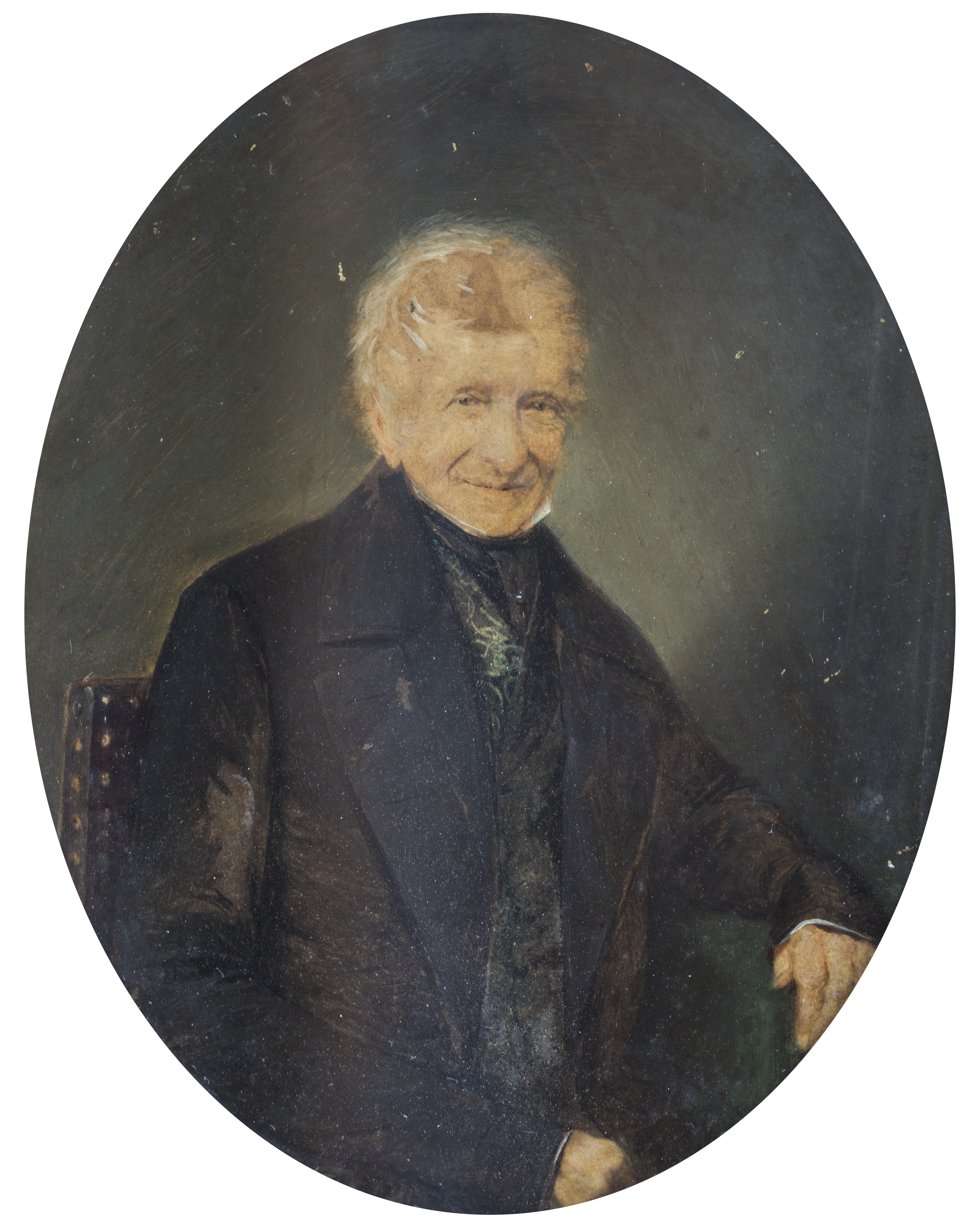
Portrait de son beau-père Jean-Baptiste van Dievoet (1775-1862) (1856), localisation inconnue.
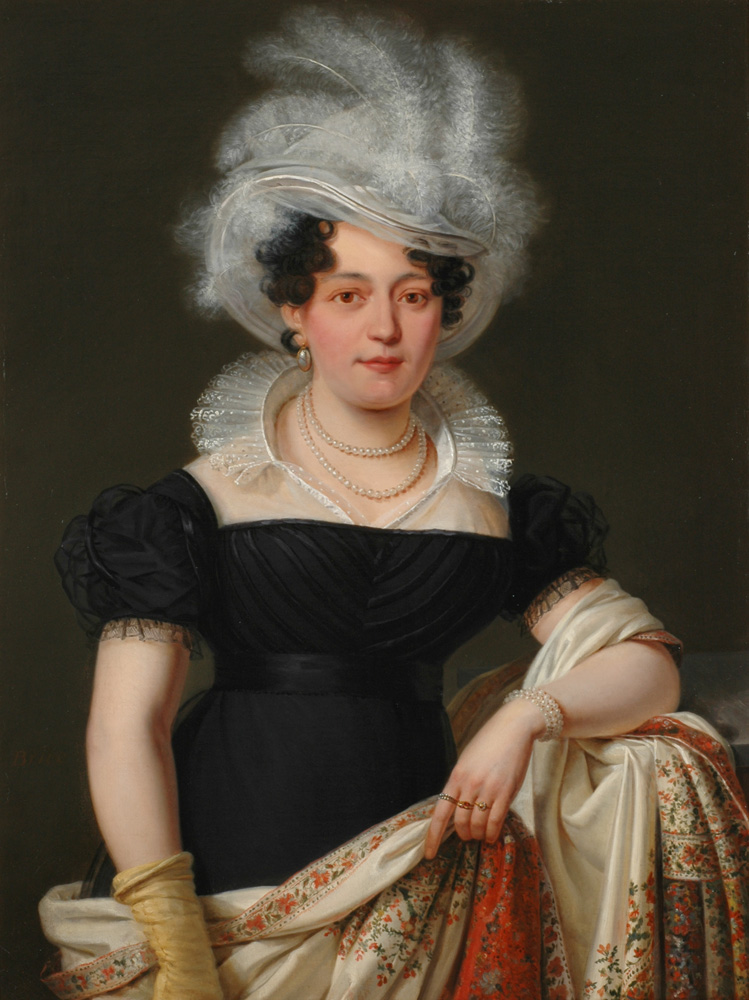
Portrait de dame au chapeau à plume, huile sur toile, 95,3 × 72,4 cm[26], localisation inconnue.
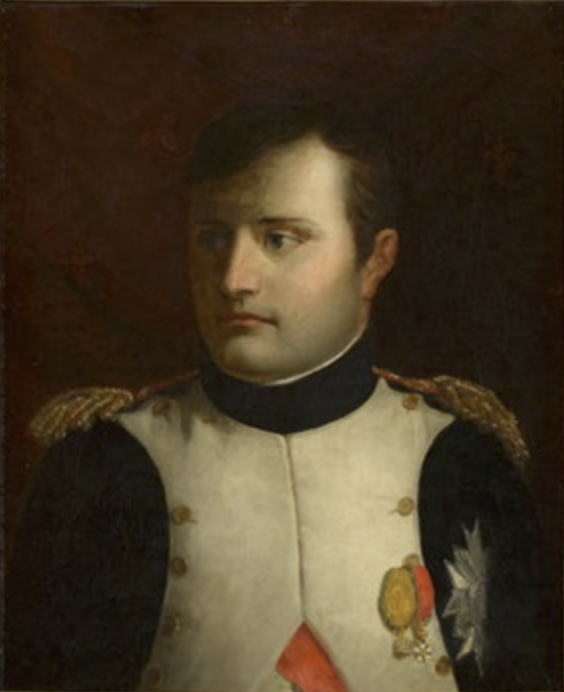
Portrait de Napoléon Bonaparte, huile sur toile, 65 × 53 cm[27], localisation inconnue.
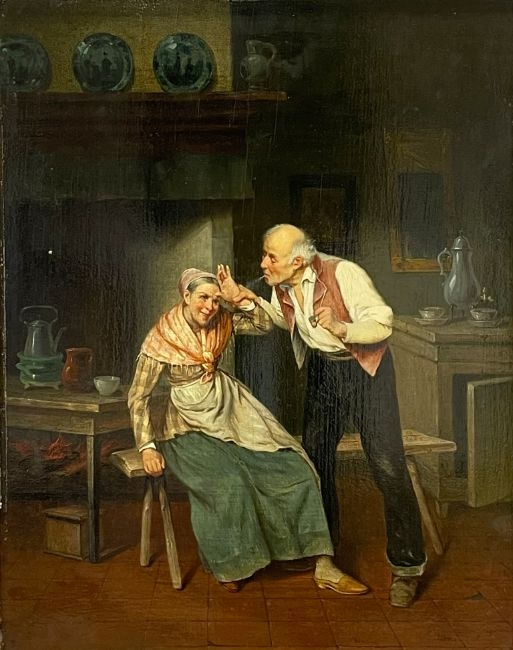
Scène d'intérieur, huile sur bois, 46 x 36.5cm[28], localisation inconnue.